# 독립협회

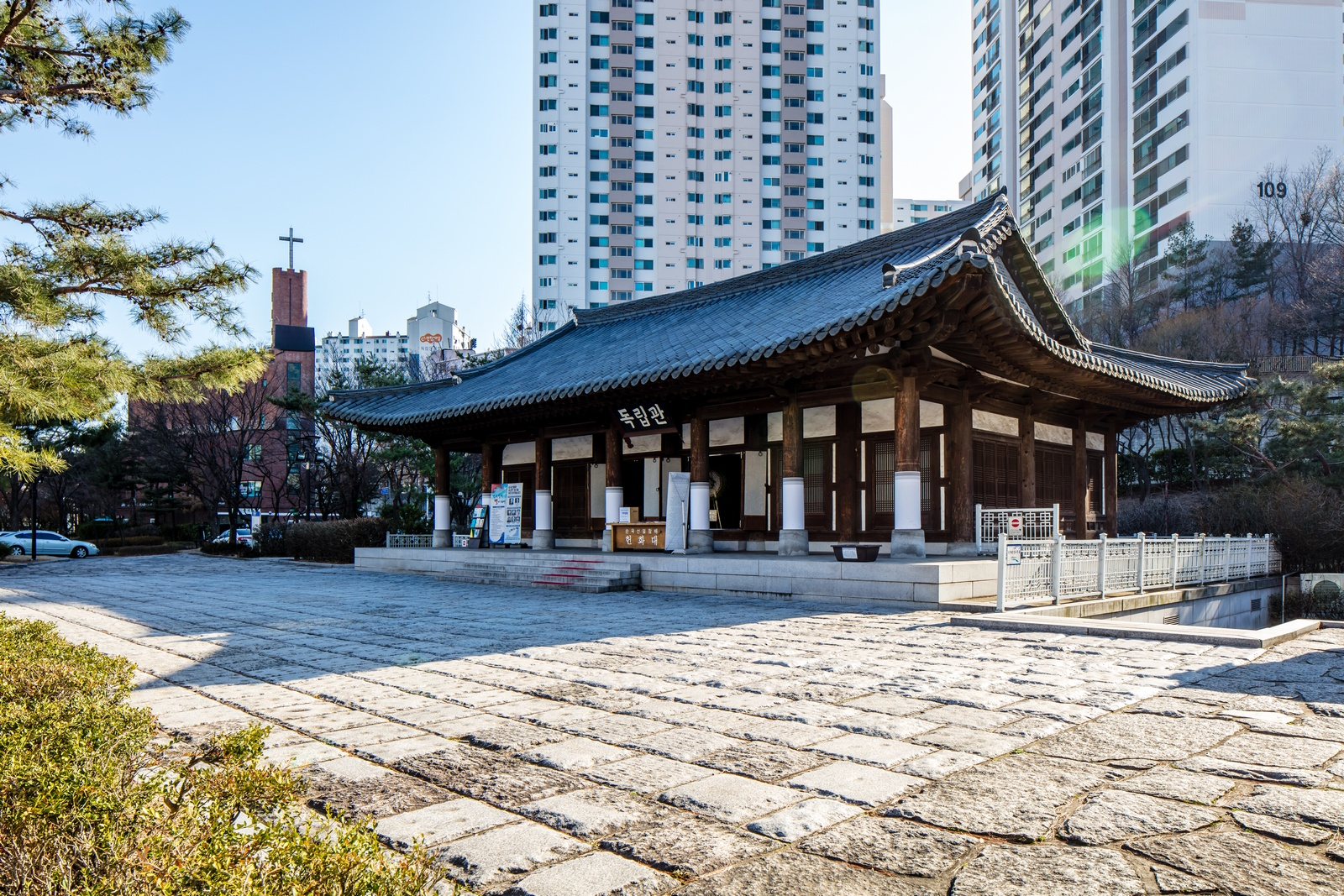
독립협회의 모임 장소로 이용되던 독립관 (2020년, 서울연구원)

독립협회(獨立協會)는 1896년 7월 2일 설립된 대한제국의 협회이다. 초기에는 사교 형식으로 출발하여 민중계몽단체, 근대적인 정치단체 및 근대적인 정당으로 발전하였다. 1897년에는 청나라로부터의 독립을 기념해 영은문을 헐고 독립문을 세웠다. 1898년 12월 해산되었다.
1896년 4월 7일 독립신문을 창간한 서재필은 그해 이어 7월 2일, 내부적으로는 민중 스스로 인권과 참정권을 주장하게 하고, 대외적으로는 자주국을 표방, 독립문 건립과 독립공원 조성을 목적으로 독립협회를 창설하였다. 독립협회의 참여자 수가 늘면서 각지의 백성들이 참여하는 만민공동회를 개최하였고, 학생들에게 토론과 타협을 가르치는 협성회를 산하 기관으로 조직, 후원하였다.
고종의 환궁을 성사시켰고, 1896년 11월 지금의 서대문구 자리에 있던 영은문(迎恩門)을 헐고 독립문을 세웠으며, 그 옆에 있던 모화관(慕華館)을 독립관으로 개칭하였다. 1897년부터는 종로에서 각계각층이 참가한 만민공동회를 열어 국민들의 애국심을 높였다. 1898년 10월 한성부 종로 네거리에서 관민공동회를 조직, 시국에 관한 6개 조의 개혁 안을 고종에게 건의하는 것을 시작으로 적극적인 혁신운동을 전개하였다. 1898년 11월 정부의 외곽단체인 황국협회 등의 무고로 이상재, 남궁억 등 독립협회 간부 17명이 검거 투옥되고, 황국협회의 사주를 받은 천여 명의 보부상들이 독립협회를 습격했다. 고종은 칙령으로 양회 해산을 명령하였다. 한국 최초의 근대적인 사회정치단체로 민권과 참정권을 주장하던 서재필 등의 개화파와 정부의 외세 의존 정책에 반대하는 지식층 등이 참여하여 조선의 자주독립과 민권, 민중의 정치 참여, 내정개혁 등을 주장하고 활동하였다.       출처-대한민국의뢰사

## 설립 배경
독립협회는 1896년(고종 33년) 7월 2일 한성부에서 이완용, 서재필, 안경수, 윤치호, 이상재, 박정양 등에 의해 결성, 조직되었다. 협회의 결성을 주도하던 개화파는 청나라가 종주권을 주장하던 시기에 반청(反淸) 입장에 섰으며, 미국, 러시아, 프랑스, 일본 등에 우호적이며 서구의 문물을 적극 수용해야 된다는 견해를 제기하였다. 이들은 '정동파' 또는 '외국인파'로도 불렸다.
갑신정변에 가담했다가 실패하여 미국으로 망명했던 서재필은 갑신정변 세력에 대한 사면령이 내려지자 11년 만에 귀국한다. 서재필은 1894년 12월 정부의 사면령이 내려지고 1895년 박영효, 유길준 등의 권고로 귀국해 1896년 4월 7일 독립신문을 발간했다. 귀국 직후 서재필은 백성이 나라의 주인이며 백성들이 정치에 참여할 권리가 주어져야 한다고 역설하고, 백성들이 정치에 참여하려면 우선 말과 글, 국내외 사정을 알아야 되므로 신문을 발간할 것을 주장하여 1년만인 1896년에 독립신문을 발간한다.
그러나 독립신문의 발간 외에도 서재필은 말과 글, 국내외 사정을 안다고 해도 백성들 스스로가 자기 권리를 주장하지 않는다면 누구도 백성들에게 권리를 주지 않는다, 자유와 권리는 공짜로 주어지는 것이 아니라며 조정과 관청을 향해 민중의 목소리를 낼 수 있는 기관을 만들 것을 역설했다. 이에 윤치호, 이상재, 유길준 등은 적극 동조했다.
본래 개화파에 속하는 서재필을 중심으로 이상재, 윤치호 등이 주도했고, 이완용, 안경수, 박정양 등 당시 정부 고위관료들도 참가했으며, 남궁억과 같은 지식인도 참여하였다. 1896년 2월 결성되었다가 활동이 지지부진했던 김윤식의 건양협회를 흡수하여 규모를 키웠다.
서재필은 정부 관료들을 상대로 태종 때의 신문고나 세조 이후의 격쟁, 영조 이후 부활된 신문고의 사례를 예로 들며 백성들의 의견을 수렴할 기관이나 단체의 조직 또는 백성들의 목소리를 낼 수 있는 조직의 필요성을 역설하였다. 또한 신문고는 아는 사람만 접근이 가능하고, 지방과 산골의 백성들이 쉽게 접근할 수 없음을 들어 백성들이 쉽게 접근할 수 있는 하나의 단체를 조직해야 함을 설명하였다. 이에 1896년 7월 2일 한성부에서 독립협회를 결성하게 되었다.

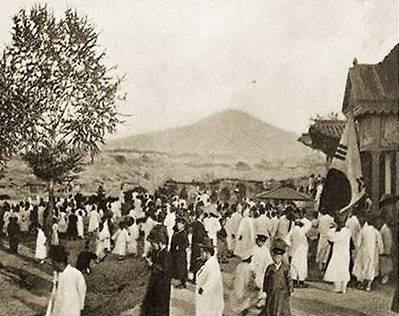
독립협회 토론회를 보기 위해 모여든 민중들.

초기에는 지식인들과 사대부, 관료들의 사교클럽과 시사 토론 형식으로 진행되었으나, 기타 사대부와 중인층, 지식인층까지 참여시켰고, 이후 본래 설립 목적인 민중 계몽을 위해 일반 백성들도 집회에 참여시켰다. 백정과 노비 등의 참여를 놓고 최초에는 논란의 여지가 있었으나 서재필, 윤치호, 이상재의 적극 지지로 백정과 노비들도 참여하게 되었다.
협회는 1896년 7월부터 1898년 12월까지 서구 문물 수용과 내정 개혁, 민중의 정치 참여를 요구했고, 열강의 주권침탈에 저항하였으며 지배층의 중세적 인권유린의 상황 속에서 주권 독립 운동, 민권운동, 자강운동, 내정개혁 등을 주장하고 활동을 전개해 나갔다.

## 설립자와 참가자

### 주요 설립자

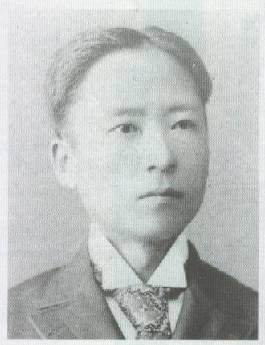
독립협회의 설립자 서재필

독립협회 창립에 주도적인 역할을 하였던 사람은 안경수, 서재필 등이었다. 이들은 소위 개화파에 속하는 인물들로서 특히 미국이나 러시아에 가까운 입장이어서 정동파 또는 외국인파라고 불리었다. 이들은 청국이 종주권을 주장하던 시기에 온건개화파의 반청적인 입장에 있었으며, 따라서 갑오개혁에 참여하였다. 그 밖에 이상재, 윤치호, 남궁억 등이 적극 참여하여 협회를 지도하였다. 독립협회 강령은 충군애국(忠君愛國)과 민권쟁취, 자주독립, 국권회복이며, 백성의 인권과 참정권을 주장하던 개화파와 정부의 외세의존정책에 반대하는 지식층의 참여로 이루어졌다.
이들은 일본이 보호국화 정책을 추진하면서 소외되었다는 주장도 있으나 반대로 안경수 등이 적극적으로 친일행위를 했다는 주장도 있다. 또한 이들은 조선에서 외세가 균형을 이룸으로써 국권을 유지해야 한다고 주장했다.

### 참여 계층
초기의 독립협회에는 개화파와 지식인층 외에 정부의 고관들도 회원으로 가입하였으나, 점차 일반 백성들의 참여도 확대시키면서 백성들도 지역 지회의 지도자로 이끌어 나가기도 했다. 한성부 종로에서 처음 출범된 이후 수원부와 양주군 등의 거점도시에서도 개최되고 이어 지방으로도 확산되어 전국 18도에 독립협회의 지회가 조직되면서 협회는 전국적인 단체로 발전하였다. 이러한 지방 지회에는 지식인과 유력계층 외에도 민간인 출신 지도자들이 등장하였다.
독립협회는 1896년 4월 출범 초기부터 회원자격에 대해 제한을 두지 않았으므로, 지역으로 확대되면서 사회적으로 천대받던 계층까지도 참여하였다

## 활동 과정

### 설립 초기

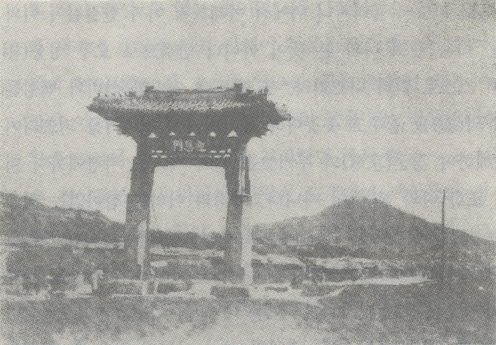
영은문

1896년에 창립된 독립협회는 본래 관료들의 사교 단체로, 청으로부터의 독립을 기념하기 위한 독립문 건립 추진위원회로 출발했다. 안경수, 이완용 등 이른바 '정동 구락부'라 불린 친미, 친러 성향의 관료들이 주류를 이루었다.

#### 조직
- 회장 : 안경수,
- 위원장 : 이완용,
- 고문 : 서재필,
- 위원 : 김가진, 이상재, 박정양, 윤치호, 유길준, 오세창, 남궁억, 간사원 송헌빈, 안창호 등을 선출하였다.

서재필은 회장 직이나 위원장 직을 고사하다가 이완용이 전라북도관찰사로 나가면서 회장 직을 떠맡게 되었다.
그 무렵 미국에서 돌아온 서재필은 순 한글로 독립신문을 발간하여 계몽운동에 나섰는데, 독립신문은 독립협회의 기관지 <대조선 독립협회보> 못지 않게 충실한 협회의 대변지 역할을 했다.
출범 초기 독립협회는 백성들이 자기 주장을 하고, 참정권을 요구하려면 정부 관료나 지식인과 토론할 수 있어야 한다고 보고, 정치와 내정 개혁에 앞서 토론회와 연설회를 개최하였다. 많은 젊은이들을 모았으며 이러한 토론회와 연설회로 민중계몽운동을 추진하였으며, 이 토론회와 연설회는 한성부에서 시작되었다가 점차적으로 양주목, 수원부와 조선 16도의 유력 대도시로 확산되었다. 1896년(고종 33년) 2월 김윤식 외 갑오경장 주도세력 50여 인에 의해 결성되었다가 활동이 지지부진했던 건양협회를 흡수하여 규모를 확산시켰다.
설립 초기 독립협회는 영은문(迎恩門) 자리에 독립문을 세우고 모화관을 독립관으로 개명하여 독립정신의 상징으로 삼았다. 1896년 11월 청나라 사신을 맞이하던 장소인 모화관(慕華館)을 개칭한 독립관으로 개칭하여 집회장으로 사용하였다.
본격적인 혁신운동을 일으켜 전국 16도의 유력 지방마다 독립협회의 지회(支會)가 생기고 젊은 지식인층과 기독교인들이 많이 참가하여 하나의 큰 세력단체를 이루었다. 서재필을 주간으로 1896년 4월 7일에 발간된 독립신문(獨立新聞)에 독립협회의 입장과 토론 내용, 협회에 온 백성들의 주장을 기사로 싣다가 서서히 독립협회의 기관지가 되어 계몽과 여론환기를 꾀하였다.
각 지방의 부패한 수령과 관찰사 및 지역 토호, 유지들의 행위, 일부 상인들의 뇌물과 밀매, 밀무역 등을 적발하는 한편 지역사회의 향반과 유림, 토호들의 폐단 등을 집회를 통해 시위하여 철회시키거나 처벌하게 했다. 1897년 2월에는 아관파천 이후 계속 주조선러시아 총영사관에 머물러 있던 고종에게 환궁할 것을 호소하여 이를 결행하게 하였다. 그러나 독립신문을 통한 민주, 민권 사상의 보급활동이 큰 힘을 발휘하여 조정의 대신들에 대한 탄핵운동 등 지도자의 정부에 대한 비판·비난이 격화되자 당시 회장으로 있던 이완용이 전라북도관찰사로 부임한 것을 계기로 대다수 정부관료 회원들이 탈퇴하였다. 이어 고문으로 있던 서재필이 회장이 되어 독립협회를 운영하였다.

### 사회 개혁, 계몽 운동

윤치호

1897년 중반부터 협회는 한성부 종로에서 각계각층이 참가한 만민공동회를 개최, 주관하여 토론과 연설을 통해 백성들에게 자기 주장을 펼치는 계기를 마련하였다. 이로써 토론과 웅변, 연설에 대한 것이 일반인에게 보편화되기 시작하였다. 독립신문과 협회의 활동을 위험요소로 여긴 척신과 황제파 대신들이 서재필을 공격하게 되면서 궁지에 몰렸고, 자객까지 침투하게 되자 결국 그는 떠나게 된다. 서재필은 1898년 5월 협회를 윤치호, 유길준, 이상재 등에게 인수하고 제물포항을 통해 조선에서 떠나게 되었다. 서재필이 추방되자 협회는 윤치호, 이상재 등에 의해 지도되었다.
윤치호가 회장이 된 이후로는 주로 청년층에 대한 토론 활동과 천부인권사상을 설명하는 것으로 활동이 축소되었다. 이어 이상재 주도로 남궁억, 이승만 등 청년층이 중심이 되어 운영되었고 미국으로 추방된 서재필은 본회원의 신분은 아니었지만 계속 이들과 연락하며 뒤에서 협회를 지도, 후원하였다. 이때 외국인 고문과 교관 초빙을 맹렬히 반대하는 한편, 조선인 유학생을 외국으로 파견하여 직접 배워오게 할 것을 주장하였고 미국인, 프랑스인, 러시아인, 일본인들에 의한 지하자원 개발과 철도 사업 개입을 비판했다.
협회는 외국 세력에 의한 지하자원 개발권 및 철도부설권 허용은 조선의 경제를 외세에 국가경제를 예속시키는 결과를 가져온다며 이를 비판하고, 고종에게 이를 거부하라는 상소를 올렸다. 이후 정부는 조선인 군대에서 교관과 조교로 훈련을 담당하던 일본인 군사고문관과 러시아인 군사고문관을 해임시켜 본국으로 돌려보내고, 한러은행(韓露銀行) 등도 폐쇄시켰으며, 외국인에 의한 금광개발 허가 규정 또한 제한하기 시작했다.

### 반러 개방, 자유주의 운동

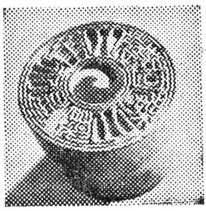
독립협회 법인 도장, 윤치호가 소장하고 있던 것

1897년 중반 독립협회는 러시아에 반대하는 입장으로 변모했다. 이완용 등 친러파는 대거 협회를 떠났다. 1898년 3월 독립협회는 서울 종로에서 만민공동회를 열어 러시아의 침략을 격렬히 성토하고 정부의 정책을 비판했다. 누구나 참여해서 자신의 의견을 발표할 수 있는 토론의 장, 만민공동회는 조선 민중에게 아주 새로운 경험이었다. 이후 만민공동회는 독립협회와 무관하게 자발적으로 열리는 경우가 많았다.
독립협회를 이끈 사람들은 시장개방을 통해 상업을 진흥시키고 그를 바탕으로 공업과 농업을 발달시킨다는 구상을 갖고 있었다. 이는 박지원과 박제가, 박규수, 유대치, 오경석 등의 중상주의 사상의 영향을 계승한 것이었다.
독립협회를 이끌던 시기에는 러시아와 그 동맹국 프랑스가 조정을 장악하고 이권침탈이 심했기에 상대적으로 일본, 영국의 이권침탈 위험성은 낮게 보았다.

### 정부, 사회의 대응
1895년 을미사변 이후 고종이 신변 안전을 이유로 1896년에 아관파천을 단행한 뒤, 주조선러시아 공사관에 머물며 정무를 보며 결재하였다. 지식인층과 일부 대신들은 외국 공사관은 외국의 영토나 다름없으므로 국왕의 환궁을 요청하였으나 묵살되었다. 이에 조선에서는 러시아의 영향력이 커져 청나라, 일본 및 미국 세력과 정치적인 대립을 하게 되었다. 독립협회는 이러한 상황을 비판하며 고종의 러시아 공사관 체류가 문제임을 지적하고, 고종의 환궁을 요구하여 성사시켰다. 조선이 중립국이고 자주독립권을 가졌음을 선언할 것을 요구하였다.
1897년부터 만민공동회(萬民共同會) 등을 개최하여 백성의 정치 참여를 도모하고, 시국에 대한 '6개조 개혁안'을 발표하였으며 정부의 부패한 관리들을 탄핵, 규탄하는 등의 활동을 추진해 나갔다. 백성의 참정권 주장과 정치 참여 요구, 부패 또는 무능력한 정부 관료들에 대한 탄핵이 계속되자 이를 못마땅하게 여긴 친정부세력과 대신들은 독립협회가 왕을 몰아내고 공화정을 실시하려 한다는 소문을 퍼뜨리고, 보부상 등을 통해 이러한 소문을 확산시켰다. 또한 독립협회 일각에서 제기된 입헌군주론 역시 황제의 권위에 저항하는 행위로 몰고 가기 시작하였다.
정부 고관들은 보부상들과 지역 양반들을 중심으로 고종 황제를 지지하고 황제의 절대군주권을 주장하는 황국협회를 결성케 하여 독립협회와 대립시켰다. 황국협회 회원들은 독립협회의 시위나 집회 장소 주변에 나타나 이들의 시위를 방해하거나 독립협회 간부들에 대한 테러 및 유언비어를 유포하여 공격하였다. 군주에게 충성하는 것을 절대적인 미덕으로 여기던 성리학자들 역시 독립협회의 참정권 주장과 민중의 정치참여를 반역으로 규정하였고, 위정척사계열에서는 독립협회의 서구 사상과 문물의 수용론을 걸고넘어지게 되었다.

### 노비 해방 선언
서재필의 귀국 직후부터 노비 해방문제를 상의하던 윤치호와 서재필은 1897년 10월 독립협회와 만민공동회에 노비 해방 문제를 상정시키기로 계획한다. 한편 윤치호와 서재필은 노비들을 해방시킬 것을 결의하고 1897년 11월 1일 독립협회의 토론에 노비제도가 필요한 것인가에 대한 여론을 공론화시켰다.
1897년 11월 1일의 제8회 토론회의 광경을 보면, 약 500 명의 회중이 참석 한 가운데 먼저 회원의 호명이 있었고 다음 지난회의 토론회 기록의 확인이 있었으며, 내빈 소개와 신입 회원 소개가 있었다. 서재필은 독립협회의 회장에게 노비 해방에 대한 것을 건의하였고 11월 1일 독립협회 회의의 주제로 채택된다. 이날 토론회의 주제인 '동포 형제간에 남녀를 팔고 사고 하는 것이 의리상 에 대단히 불가하다'를 선언하였다. 이에 따라 찬성편은 힘껏 주제의 정당성을 설명하고 반대편은 토론이 잘못된 방향으로 나가는 것을 막는 발언을 했으며 토론회에 참석한 일반 회중은 토론 에 자유롭게 토론하였다.
이 중 한 발언자가 용역은 '하나의 필요한 제도이며 노비 제도(奴婢制度)는 그러한 용역의 하나라고 발언하자, 회중의 하나가 일어서서 토론자가 명제를 정확히 말하고 있지 않다고 의사 규칙 위반을 들어 항의 했으며 많은 회원들이 주제의 찬성편에 서서 발언하였다. 1897년 11월 1일 윤치호는 노비제도의 폐해와 비인간성을 구체적 사례를 들면서 설명하는 연설 을 하고 서재필은 미국에서의 아프리카 흑인 노예 들의 참상을 들어 설명하였다.
다음으로 주제에 대한 회중의 의견을 투표에 붙인 결과 만장일치로 주제에 대한 찬성이 의결되었으며 주제에 찬성한 사람은 자기가 실제로 소유한 노비를 모두 해방시키도록 하자는 동의가 가결됨으로써 토론회를 끝내었다. 독립협회의 결의에 따라 한성부의 양반 가에서는 노비문서를 불태우고 노비들을 석방시키는 이들이 나타나기 시작하였다.
당시 참관자에 의하면 토론이 매우 진지 하였으며 토른 회의 결과 100명 이상의 노비들이 자발적으로 해방되었다고 단언할 수 있다고 한다. 윤치호와 서재필은 각각 인간은 물건이 아니며 재산이 되어서는 안된다, 인간의 생명은 하늘이 부여한 것이라고 역설하고 다녔다. 시중에서는 이들의 사상을 위험한 사상이며 반상의 질서를 무너뜨리는 해괴한 요설, 궤변으로 취급하였다. 그러나 1897년 11월 1일의 노비해방에 대한 기습 토론 이후 노비 해방 풍조가 점차적으로 확산되었다.

### 의회 수립운동, 수구파와의 대립
1898년 11월 2일 새로운 중추원 관제가 발표되었다. 대한민국 최초의 의회 설립안이었다. 중추원 의관 50명 중 반수(25명)는 정부가 국가에 공로 있는 자를 천거하고 반수는 독립협회에서 27세 이상의 정치, 법률, 학식에 통달한 자로 투표 선거 하게 되었다. 독립협회와 서울 시민들은 환호성을 질렀다.

독립협회는 11월 5에서 선거하기로 했다. 그런데 11월 5일 새벽, 갑자기 들이닥친 순검들에 의해 부회장 이상재를 비롯하여 독립협회 간부 17명이 체포되었다. 회장 윤치호는 체포 직전 몸을 피했다. 관민공동회에 참석했던 박정양 이하 정부 관료들도 해임되고 대신 조병세(趙秉世), 조병식(趙秉式), 박제순, 민영기(閔泳綺) 등이 그 자리에 앉았다. 수구파가 다시 정권을 잡은 것이다.
선거 전날, 수구파는 독립협회가 입헌군주제가 아닌 공화제를 하려 한다며 황제를 몰아내고 대통령에 박정양, 부통령에 윤치호, 내부대신 이상재, 외무대신 정교(鄭喬) 등으로 정권을 쥐려 한다는 익명서를 거리에 내다붙였고, 익명서에 놀란 황제가 독립협회 간부 체포령과 협회 해산령을 내렸던 것이다.
격분한 만민공동회 총대위원인 이승만은 앞장서서 철야 농성을 벌였고 날이 밝자 대규모 만민공동회를 소집하여 사건 경위를 해명하라고 요구했다.
| “ | 여러분! 지금 이 경무청 안에는 우리들 독립협회의 동지들이 갇혀 있습니다. 침략해 들어오는 외국 세력을 방지하고 경상도의 한 쪽이 러시아의 손아귀에 들어가려 할 때에 도루 찾아낸 우리들 독립협회원들의 공적과 사업은 여러분이 잘 아시지 않습니까? 우리는 이 자리에서 바로 만민공동회를 다시 열어 대표를 뽑아서 경무청에 교섭하고 우리 동지들을 한시바삐 빼내어 기울어져 가는 내 나라의 운명을 건지도록 합시다! | ” |

이후 지나던 군중들은 한 사람씩 모여들어 경무청 앞은 문자 그대로 인산인해를 이루게 되었고 군중은 이승만에게 그를 만민공동회의 대표자로 선정하고 체포된 독립협회원의 석방을 정식으로 경무사에게 요구할 것을 그에게 부탁하였다. 그러나 경무사 김정근은 면회 온 이승만에게 "빨리 해산하라"는 말만 반복할 뿐이었다.
그 날 저녁 경무청에 갇혔던 17인의 동지는 평리원으로 옮기어 갔다. 이승만은 다시 군중을 이끌고 평리원 앞으로 몰려가서 그곳에 모닥불을 피우고 밤을 밝혀가며 석방을 외쳤고 정부는 한 떼의 북을 울리는 폭력배들을 동원하였지만 저들을 제압하기엔 역부족이었다. 왕은 정식 칙사로 민영환을 공동회장에 보내 종로의 한구석에 차일을 치고 단(壇)을 모으게 한 다음 왕의 조서를 공포하게 하였다.
결국 11월 10일 체포된 17명 전원이 석방됐다. 이 사건으로 이승만은 장안의 일약 스타로 데뷔하게 된다. 이승만과 같은 개화세력 내에서도 급진적인 자들은 성취감에 취해 이 기세를 몰아 다른 것도 더 얻어낼 심산으로 시위를 멈추지 않고 지속하였다. 심지어 왕이 거주하는 러시아 공사관의 대한문 앞까지 몰려가 '헌의 6조 실시'를 요구했고 익명서를 조작한 조병식, 이기동(李基東) 등의 처벌, 독립협회 부활 등을 요구했다.

### 정부와의 갈등과 해체
1898년 10월 종로 네거리 광장에서 개최한 만민공동회에서 '6개조 개혁안'을 결의하고 그 실행을 고종에게 주청하였다. 시국에 관한 6개 조의 개혁안을 황제에게 건의하는 등 혁신운동을 전개하던 중 마침내 보수적인 정부와 충돌을 일으키게 되었다. 고종은 처음에 시국 6개조 개혁안의 실행을 약속하였으나 정부 대신들이 이권에 눈이 어두워 약속한 지 며칠이 지났으나 이행을 거부하였다. 협회에서는 정부 비판과 대신들 탄핵의 외침이 계속되었고 대신들이 탄핵되어 파면, 정부 수뇌급은 불안을 느끼기에 이르렀다.
정부는 어용단체인 황국협회를 통해 황국협회를 지지하는 천여 명의 보부상들을 동원, 한성에 불러들여 독립협회를 습격했다. 황국협회의 사주를 받은 보부상 수천 명은 독립협회 회원들에게 테러를 가하게 하여 유혈사태를 빚었다. 흥분한 민중은 정부 대신들의 집을 습격하는 등 소란을 일으키게 되었다. 여기에 김덕구라는 청년이 청파골에서 부상배에게 맞아 죽는 사태가 발생하자 독립협회에서는 일부러 대한문 앞에서 그의 장례식을 지내어 공동회의 군중으로 하여금 한층 더 기세를 올리는 행태까지 자행하였다. 이어 정부에서는 황국협회와의 충돌을 문제 삼아 1898년 독립협회의 해산을 건의한다.
1898년 11월 민중들의 정부 대신 탄핵에 고종은 부득이 내각을 개편하고 양 협회 대표자에게 그들의 요구를 모두 수용할 것을 약속하고 해산을 명하였다. 황제는 칙령으로 양회의 해산을 명령하였다. 그러나 협회는 해산되지 않았고, 동년 11월 조정의 중신은 '독립협회가 황제를 폐하고 공화제를 실시하려 한다'고 무고하였고, 정부의 외곽단체인 황국협회 역시 독립협회의 황제 폐위설과 공화정 수립설을 유포시킨 뒤 이를 근거로 이상재, 윤치호, 남궁억 등을 탄핵하여 독립협회를 와해시켰다.
12월 25일 고종은 군대를 동원하여 만민공동회를 강제해산시키고 독립협회를 영구히 불법화했다. 그후 협회는 1년여 간을 더 존속하다가 1899년 12월 해산되었다. 독립협회에서 개설한 만민공동회는 1900년까지 존속하였다. 그 후 독립협회에서 추진하려던 민권 운동과 민중의 참정권 요구 주장은 대한자강회(大韓自強會)와 대한협회(大韓協會)로 계승되었다.

## 내용별 주요 활동
독립협회의 첫 사업은 참정권 운동과 민권 운동으로 백성들이 자기 목소리를 내고, 자기 권리를 주장하게 하는 것이었고, 두 번째 사업은 자주국권 운동으로 청나라 예속에서 탈피하는 것이었다. 청나라를 종주국으로 인정하는 것을 거부하고, 조선이 자주 독립국 또는 영세 중립국임을 대내외에 천명하며, 각종 공문과 서적에서 청나라 연호를 철폐하며, 독립의 상징인 독립문 건립과 독립공원 조성을 비전으로 제시하였다.
독립협회는 조선이 청나라로부터 독립함을 기념하는 독립문을 건립하였다. 이때 독립문 건립에 쓰일 성금을 낸 사람은 왕실 인사와 고위 관료, 직업을 알 수 없는 많은 국민이었다. 그들에게는 독립협회 회칙에 따라 회원의 자격이 주어졌다. 그밖에 잡세 수탈의 금지, 도고권의 폐지, 이들의 정치 참여의 기회 부여 등을 추진하였다.
이러한 활동은 크게 자주 국권, 자유 민권, 자강 개혁의 세 가지로 나눌 수 있다. 자유 민권 운동을 통해 국민의 기본권 보장을 주장하는 한편, 의회제도의 도입을 주장하여 중추원을 설립하여 민중 대표를 정치에 참여하게 하였고, 외국인의 금광채굴권과 정부 정책에 개입하는 문제 등 열강의 이권 침탈을 강력히 규탄하는 국권 수호 운동을 벌였다.

### 자주 국권 운동
독립협회는 이권 침탈에 반대하였고, 외국의 힘에 의존하지 않고, 자기의 힘으로 자주국권을 굳게 지켜야 함을 주장하였다. 이에 외세가 정부 정책에 개입하는 것과 외부 세력의 금광 및 석탄 채굴권 허가가 쉬운 점 등을 비판하여 시정하게 했다.
이 과정에서 외국 세력에 이권 양도를 허가한 이완용을 협회 회원에서 제명처분해버리기도 한다.

#### 세부 활동
- 1898년 2월: 러시아의 절영도 조차 요구를 저지하였다. 일본의 석탄고 기지를 반환하게 하였다. (홍종우의 상소 내용)
- 1898년 3월: 만민 공동회를 열어 러시아의 군사 교련단과 재정 고문단을 철수시켰다.
- 1898년 5월: 러시아의 목포와 증남포(甑南浦) 해역 토지 매도를 저지하고, 프랑스와 독일의 광산 채굴권 요구를 저지하였다.
- 1898년 10월: 이권 양도와 관련한 이완용을 제명 처분하였다.
- 1898년 10월에 독립협회에서 채택한 헌의 6조의 제1조는 자주 국권에 관한 내용(“외국인에 기대하지 아니하고 관민이 동심 협력하여 전제 황권을 공고히 할 것”)이다.

#### 비판
그러나 이들이 실천한 방안은 시장 개방과 투자 유치를 통한 열강의 조선에 대한 이해관계를 중첩시킴으로써 그 세력 균형에 의한 조선의 주권이 유지되는 “보호중립론”이었다는 한계를 지닌다는 주장이 있다. 보호 중립 기간 동안 자강 개혁을 통해 국력을 확보하려 했기에 목포와 증남포의 매도는 반대하였지만 개항에는 찬성하게 된다. 또한 전체적으로 일본에 친화적인 입장을 견지하였다.

### 자유 민권 운동
독립협회의 개인의 생존권과 재산의 자유권, 언론과 집회의 자유권과 국민의 평등권을 주장하였다. 이를 실현하기 위해 국민 참정권을 주장하였으며, 그 실현을 위해 서구식 의회 설치를 제의하였다.

#### 세부 활동
- 1898년 3월: 국민의 신체와 재산권 보호 운동을 전개하였다.
- 1898년 10월: 언론과 집회의 자유권 쟁취 운동 전개
- 1898년 10월에 채택한 헌의 6조의 제4조는 인권과 신체의 자유에 관한 내용(“중대 범죄를 공판(공개 재판)하되, 피고의 인권을 존중할 것”)이다.

### 의회 설립 운동
독립협회는 1896년부터 의회제도의 도입을 주장하여 중추원을 설립하여 민중 대표를 정치에 참여하게 하였다. 협회는 백성이 정치에 참여하는 것이 당연한 것을 역설했고, 소수 문벌에 의해 독점된 정부 고위직에 평민 출신의 임명 요구와 정부 정책에 백성들이 참여하여 가부를 논하거나 수정하게 하는 등 참정권을 허용할 것을 요구했다. 서구식 의회 도입을 통해 민중 대표의 정부 정책 감시와 부패 관료, 무능한 관료의 축출할 권리를 부여할 것 등도 추가적으로 요구하였다.

#### 세부 활동
- 1896년 4월: 의회 설립을 정부에 건의
- 1897년: 대한제국 중추원의 신설을 통한 민중 대표의 정부 정책 감시와 정치 참여를 요구
- 1898년 11월: 관선 25명, 민선 25명으로 구성된 대한제국 중추원 관제를 반포한다.

### 자강 개혁 운동
조선 스스로 강국이 되기 위해서 대외적으로는 중립화를 선언하고 영세중립국화 할 것을 주장하였다. 또한 민중을 계몽하기 위해 신문 등 언론 활동을 허락하고 적극 장려할 것과 자유 민권 운동을 실현하기 위한 국민 참정권을 주장하였으며, 그 실현을 위한 하나의 대안으로 서구식 의회 설치로 보았다. 그러나 황제의 근신들은 이를 두고 독립협회가 공화정 수립 음모를 꾀한다는 음모론을 유포하고 그 근거로 삼는 원인이 된다.

#### 세부 활동
- 1894년 3월: 의회 설립 운동을 전개.
- 1898년 10월: 보수파 내각을 퇴진시키고 개혁 내각을 수립하였고 관민 공동회를 개최하여 헌의 6조를 채택하였다.

#### 헌의 6조
헌의 6조는 1898년 독립협회에서 대한제국 정부에 제출한 결의문이다. 내용은 다음과 같다.

1.외국인에게 의지하지 말고 관리와 백성들이 마음을 함께하고 힘을 합쳐 전제 황권을 굳건히 한다.

2.광산, 철도, 석탄, 산림 및 차관, 차병은 정부가 외국인과 조약을 맺는 것이니, 만약 각 부의 대신들과 중추원 의장이 합동하여 서명하고 날인한 것이 아니면 시행할 수 없다.

3.전국의 재정은 어떤 세금이든지 막론하고 모두 다 탁지부에서 관할하고, 다른 부와 부 및 사적인 회사에서 간섭할 수 없으며, 예산과 결산을 사람들에게 공포한다.

4.이제부터 중대한 범죄에 관계되는 것은 특별히 공판을 진행하되 피고에게 철저히 설명해서 마침내 피고가 자복한 후에 형을 시행한다.

5.칙임관은 대황제 폐하가 정부에 자문해서 과반수의 찬성에 따라 임명한다.

6.규정을 실지로 시행한다.

독립협회는 재판의 공개화와 재판결과의 공개, 투명성을 요구하였다. 이 규정이 받아들여져 의금부에서 비공개로 심문하던 것이 공개 재판화 되고, 기자들을 통해 보도하게 되었다.

#### 조칙 5조
조칙 5조란 1898년 대한제국 광무 2년 고종이 독립협회의 요구에 부응하여 헌의 6조를 보완하는 조칙이다. 조칙 5조의 전문은 다음과 같다.

1. 간관을 폐지한 후 언로가 막혀 상하가 힘쓸 것을 권하고 가다듬을 것을 깨우치는 뜻이 없게 된 만큼 중추원에서 빨리 장정을 정하여 실시할 것이다.

2. 각 항목의 규칙은 이미 한결같이 정하였으니, 각 회와 신문 역시 방한이 없을 수 없다. 회규는 의정부와 중추원에서 참작해서 시기에 알맞게 하여 신문 조례를 재정하고 내부와 농상공부에게 각 국의 규례에 의거하여 재정하여 시행할 것이다.

3. 관찰사 이하 지방 관리와 지방 부대 장관들은 현직에 있건 교체되었건 간에 관청의 재물을 공짜로 가진 자가 있으면 장률(에 관한 법조문에 따라 시행하며, 백성들의 재산을 빼앗은 자는 낱낱이 모두 본 임자에게 챙겨 넘겨준 다음 법조문을 적용하여 징계 처결할 것이다.

4. 어사나 시찰원( 등이 폐단을 빚어낸 것에 대해서는 본 고장의 백성들에게 내부와 법부에 가서 고소하도록 해서 사실을 조사하고 징계하여 죄를 다스릴 것이다.

5. 상공학교를 설립하여 백성들의 산업을 장려할 것이다.

상공학교 설립과 관리의 관공서 물품 사적 유용 금지 조항에 공감한 고종은 조칙 5조 역시 적극 수용하였다.

#### 비판
독립협회에서 국민 참정권을 주장했다는 데에는 반론이 있고, 또한 서구식 의회 설립 운동이 국민 참정권의 실현 방안이라는 데에도 의문이 있다.
독립협회에서 제의한 의회 제도는 미국의 공화정도, 영국의 입헌군주제도 아닌 독일과 일본의 외견적 입헌군주제였다. 이는 헌의 6조의 제1조(“전제 황권을 공고히 할 것”)에도 나타나 있고 교과서에서 말하는 “전제 황권의 제한”과는 거리가 있었다. 그러나 실제 적용에서는 외견적 입헌군주제가 아닌 영국의 입헌군주제를 지향함으로써 교과서에 나타난 대로 전제 황권을 제한하려고 함으로써 고종 및 보수파와 갈등을 빚는다.
또한 이들이 주장한 중추원의 개편은 국민 참정권과는 거리가 멀었다. 독립협회에서는 오히려 조선 민중은 무지하여 정치에 참여할 능력이 없다고 분명히 전제하였으며 조선보다 훨씬 앞선 일본도 하지 못하는 것을 조선이 어떻게 하겠느냐고 야유하였다. 그들의 구상은 개명 관료의 정치 과정 참여를 위한 제도적 장치의 마련이며, 중추원 의관의 반수를 독립협회가 차지했음은 그러한 맥락이다.

### 몰락과 해체
이들은 조선이 영세중립국을 표방해야 하고, 조선에서 여러 외세가 균형을 이룸으로써 국권을 유지해야 한다는 입장을 갖고 있었다. 독립협회는 어느 외국 세력의 편도 들어주지 않았고 반대로 러시아, 청나라, 일본 등 열강의 조선 이권 침탈행위에 대한 비판으로 오히려 이들 세력의 견제를 받아 몰락하게 된다. 독립협회의 민중 참정권과 정치 참여 주장을 못마땅하게 여긴 보수세력들은 고종에게 독립협회가 왕정을 폐지하고 공화정을 실시하려 한다고 모함해 왔고, 1898년 초부터는 박정양 대통령설, 윤치호 부통령설, 윤치호 대통령설 등을 시중에 퍼트리기 시작하였다.
1898년 7월 안경수가 현역, 퇴역 군인들을 매수하여 황제 양위를 계획하다가 실패하였고, 또 9월에는 유배되어 있던 김홍륙이 차에 독약을 타는 사건이 발생하는 등 고종을 위협하는 일이 연달아 일어났다. 고종에 대한 계속된 위협은 고종으로 하여금 독립협회나 만민공동회에 대한 의심을 품게 한다. 그 무렵 독립협회 회원들을 중심으로 만민공동회가 만들어져 맹렬하게 자유 민권 운동을 전개하고 있었다. 그러나 고종은 보부상과 군대의 힘을 빌려 이들을 진압하게 된다.
1898년, 소위 익명서 사건이 발생한다. 이 사건은 독립협회와 수구파 사이에 대립이 심화되는 가운데 독립협회에서 중추원 관제 개편을 시도하려 했을 때, 새로 정권을 장악한 조병식 등 수구파가 독립협회 관민공동회 인사들을 모함하기 위해 “독립협회가 왕정을 폐외하고 공화국을 세우려고 한다.”라는 거짓 보고를 올렸던 사건이다. 이 보고는 뒷날 수구파에 의한 조작으로 무고로 판명되었지만 고종은 이를 근거로 독립협회에 해산 명령을 내리고 이상재, 남궁억 등 독립협회 주요 인사 17명을 구속했다.
1898년 11월 5일 이후 이승만을 중심으로 한 배재학당 학생들은 익명서 사건 진상 규명과 관련자 처벌과 ‘헌의 6조’와 ‘조칙 5조’의 실천 및 독립협회의 부설과 황국협회의 행동 세력이었던 보부상 혁파 등을 요구하며 약 50여 일간 경복궁 앞에서 상소 운동을 통한 정치 투쟁을 벌이기 시작했다. 결국 구속되었던 17명을 석방되었으나 이에 만족하지 않고 박영효 등을 대한제국 중추원 의관으로 천거하는 등 국왕과 수구세력에 대한 압박 수위를 높여 나갔다. 고종과 보수 세력은 12월 25일에 민회 금압령을 내려 민회 활동을 금지했고, 이로써 독립협회는 사실상 해체되었다.

## 주요 활동 인물
- 서재필
- 윤치호: 독립협회 운동이 절정기에 달한 1898년 경에 회장을 맡았다.
- 안경수
- 이완용: 1대 독립협회 위원장. 당시에는 친러파로 분류되었다.
- 남궁억
- 박정양
- 이상재
- 이승훈
- 안창호
- 이동녕
- 박중양
- 양기탁
- 유길준
- 이재정
- 오세창
- 김규식
- 이승만
- 윤시병
- 신채호: 1898년에 참여하였다.

## 평가와 비판

### 평가
독립협회는 청나라 등 중국의 예속하에 있던 것과 열강의 영향력을 비판하여 자주 독립을 주장한 것과, 백성들의 권리를 확립하며, 백성들의 인권을 최초로 주장한 점과 정치 참여를 최초로 주장했다는 점이 높이 평가된다. 개혁을 통해 나라를 부강하게 하는 것을 목표로 하였다. 독립 협회는 외세의 조선 정치 개입을 비판하고 상징적인 존재인 독립문의 건립을 추진했으며 1898년에는 만민 공동회를 개최하여 혁신적인 개혁 정치를 요구하였다. 조선이 멸망한 뒤에도 독립협회는 역적집단으로 취급되다가 대한민국 수립 후인 1960년대부터 민중의 참정권과 민권 사상을 고취한 점에 대한 점이 주목되면서 긍정적인 평가가 나타나기 시작하였다.
19세기말 한반도를 둘러싼 열강의 세력균형이 이루어졌던 시기에, 자주국권·자유민권·자강개혁의 사상을 가지고 독립협회가 추진한 민족주의·민주주의·근대화운동은 후에 일제시기의 독립운동과 국민국가 수립운동의 내적 추진력이 되었다.

### 비판
독립협회 회원들은 여전히 동요하고 있다. 하지만 나를 가슴 아프게 만드는 것은 일반 대중의 가공할 만한 무관심이다. 대중은 이 투쟁을 독립협회 회원들과 정부의 사적 분쟁으로 간주한다. 몇 백 년 동안 노예 상태에서 억압받아온 이 아이들은 '헌의육조'가 국가와 국민 모두의 이익과 관련된 것이라는 사실을 알아차리지 못한다! 이런 국민한테 희망을 갖다니, 우리가 더 바보였다. 왕이나 국민이나 모두 똑같다! 그들에게 어울리는 것은 노예상태 뿐이다!
 — 윤치호 일기, 1899년 6일 (음력 23일) 일요일
독립협회의 지도그룹은 극심한 사회진화론과 우민관에 사로잡혀 있었고 민중의 지지를 얻는 데에도 소홀했다. 심지어 자신들과 같은 계층인 서민 지주, 요호와 부농 및 사상인(私商人, 자유 상인)이 독립협회 활동에 참여하려고 요청한 지회 설립조차 매우 소극적이었으며, 해산되기 얼마 전에야 그 요청을 받아들였다.

또 독립협회의 반외세운동이 러시아와 그 동맹국이었던 프랑스 등에 국한되었다는 비판도 있다. 이는 이승만의 언급에서도 자세히 알 수 있는데, 이승만은 1912년 집필한 자신의 자서전 일기에서 배재학당을 다니던 중 자신이 일본의 아시아주의에 경도되었던 연유가 일본에서 자금이 들어와 협회원들을 매수하고 있었기 때문이었다고 회고한다.
그러나 그때에도 보이지 않는 음모는 믿을 수 없을 만큼 많았다. 특히 일본인들은 맹렬한 공작을 전개하고 있었다. 그들은 일본으로 망명했던 개화당을 이용해서 추밀원 안의 독립협회 출신 의원들과 손을 잡으려고 노력하였다. 일본인들은 우리 독립의 참다운 협력자인 듯이 가장하고 러시아, 중국 그리고 서양의 제국주의자를 물리치기 위해서는 일본의 협조가 필요하다고 역설하였다.
다수의 망명객들은 일본으로부터 서울로 돌아와서 돈을 물쓰듯 써가면서 추밀원 의원들을 대접했다. 이승만은 너무나도 어리고 경험이 부족했기 때문에 그들의 목적과 그 돈의 출처를 충분히 알 수가 없었다.
그는 이 망명객들과 동아인(東亞人)의 단결을 촉구하는 대동아합병(大東亞合倂)의 구상에 관하여 비밀리에 이야기를 주고 받았다. 이 계획은 훨씬 뒤에 부르짖게 된 일본의 대동아공영권(大東亞共榮圈) 계획의 전주곡이었다. 일본에서 돌아온 망명객들은 차차 러일전쟁 계획을 밝히기 시작하더니 다음에는 미일전쟁을 일으키려는 계획을 말하였다. 일본은 서양의 열강이 극동을 침범하려는 것을 방어하기 위하여 최선을 다하고 있다고 주장하였다. 따라서 중국과 우리도 이 성스러운 일에 합세하지 않으면 안된다고 말했다.

ㅡ 李元淳. 《人間 李承晩》, 1965, 新太陽社, p. 68.
같은 시기 안중근도 비슷한 세계관을 공유했던 것을 생각해보면 일본은 이미 오래전부터 치밀한 선전을 통해 조선인들을 자신들의 원하는 방향으로 끌고갈 준비를 하고 있었는지 알 수 있다.

### 당대의 비판
경난록(經亂錄)을 지은 이범석(李範奭, 1862~?)은 독립협회를 윤리강상을 멸시하고, 임금과 부모를 무시하는 자들, 밤낮으로 소란피우고 집을 부수는 못하는 짓이 없는 무리들로 규정하였다. 이범석에 의하면 '여러 선비들의 새로운 모임이 출현하기 시작하였는데, 민권당(民權黨)이라고 칭하면서 독립협회(獨立協會)라고 이름 하였다. 수천 명이 종로 및 궐문 밖에서 모여 연설하고 토론하였는데 윤리강상을 멸시하고 임금과 어버이를 무시하는 일이 아님이 없었다.' 하였고, 또 이들은 '밤낮으로 소란을 피우고 각 대신의 가택을 부수는 등 그 행동이 못하는 짓이 없을 정도였다.'라고 전형적인 유교적 관점에서 비판하였다.
최익현은 독립협회의 활동을 두고, 특정 세력이나 개인이 정부의 고위층에게 압력을 행사하거나 이권을 요구하거나 할 것을 내다보았다. 최익현은 '본인은 외국에는 소위 자유의원(自由議員)과 국민의 권리를 위한 민권당(民權黨) 또는 민권지당(民權之黨)이 있으며, 국민이 그들의 지도자를 자발적으로 선출하는 실례가 있다고 들었다. 이들 정당원(黨人)들이 이미 그들의 정부 대신(大臣)들을 되풀이해서 협박하고 축출해낸 일이 여러번 있었은즉, 그들은 목적달성을 위해 그 어떤 일을 망설이겠는가? 이들 추종자들이 나라에 대한 진정한 충성심과 조국애를 지니고 있다고 가정할지라도 그들을 도리(道理)로 생각할 때에 우리들은 그들이 자기네의 계획들을 지속하게끔 방치할 수 없다. '고 하였다. 또한 '더군다나 그들은 아무렇게나 모여든 새들의 무리와 같고, 기율(紀律)없는 폭도들과 같다. 그들이 어떻게 국가를 통치하는 올바른 길을 알 수 있겠는가, 알고 있다고 하더라도, 협박한 그들의 죄는 어떻게 용서받을 수가 있겠는가?'라고 지적했다.
최익현은 독립협회에 대해서는 상소문에 시정(市井)의 무식한 무리들을 불러 모은 것으로서, 구차하게 패거리를 규합하고 임금에게 충성하고 나라를 사랑한다는 명분을 빌려서 대신(大臣)들을 멋대로 명하여 오라 가라 하고 임금을 지적하여 탓하며 나라의 정승을 능욕한다고 비판하기도 했다. 백정 박성춘의 연설이 있자 패거리들의 작당이라며 이를 비판하였다.

## 관련 서적
- 강준만, 《한국 대중매체사》 (인물과사상사, 2007)
- 서희경, 《대한민국 헌법의 탄생- 한국 헌정사 만민공동회에서 제헌까지》 (창비, 2012)
- 이황직, 《독립협회 토론공화국을 꿈꾸다》 (도서출판 프로네시스, 2007)
- 윤성렬, 《도포입고 ABC 갓 쓰고 맨손체조:신문화의 발상지 배재학당 이야기》 (학민사, 2004)
- 이종각, 《자객 고영근의 명성황후 복수기》 (동아일보사, 2009)
- 이정식, 《이승만의 구한말 개혁운동》 (배재대학교출판부, 2005)
- 윤효정, 《대한제국아 망해라》 (박광희 역, 다산초당, 2010)
- 김영희, 《좌옹 윤치호 선생 약전:윤치호선집 2》 (좌옹윤치호문화사업위원회, 1999)
- 강준만, 《한국 근대사 산책 3》 (인물과사상사, 2007)
- 강만길, 《고쳐 쓴 한국근대사》 (창작과비평사, 2006)
- 김남수, 윤종배 외, 《100년 전의 한국사》 (휴머니스트, 2010)
- 신동준, 《개화파 열전》 (도서출판 푸른역사, 2009)
- 이근호, 박찬구 외, 《한국사를 움직인 100대 사건》 (청아출판사, 2011)
- 이광린, 《한국문화사:근대편》 (도서출판 일지사, 2001)
- 윤치호, 《윤치호 일기 1916~1943》 (김상태 편역, 인물과 사상사, 2001)
- 유영렬, 《개화기의 윤치호 연구》 (한길사, 1986)
- 역사학연구소, 《바로 보는 우리 역사》(서해문집, 2004)
- 박현모, 《정조 사후 63년》 (창비, 2011)
- 최기영, 《서재필이 꿈꾼 나라》 (푸른역사, 2010)
- 신용하, 《독립협회와 개화운동:교양국사총서 20》 (세종대왕기념사업회, 2000)
- 강재언, 《신편 한국 근대사 연구》 (도서출판 한울, 1995)
- 강재언, 《한국근대사연구:한울총서 1》 (도서출판 한울, 1992)

## 참고자료
- 강준만 (2007년 11월 19일). 〈제5장 만민공동회의 도전〉. 《한국 근대사 산책 3  (개화기편, 아관파천에서 하와이 이민까지)》. 서울: 인물과사상. ISBN 978-89-5906-073-3.
- 박영신, 〈독립협회 지도세력의 상징적 의식구조〉, 경희대학교 사학회, 《동방학지 20》 (경희대학교 사학회, 1978)
- 신용하, 〈독립협회의 의회민주사상과 의회건립운동〉, 서울대학교사회과학연구소, 《한국사회의 변동과 발전》 (범문사, 1985)
- 신용하, 〈19세기 한국의 근대국가형성문제와 입헌공화국 수립운동〉, 한국사학회, 《한국사회학회논문집1》 (한국사학회, 1986)
- 신용하, 《독립협회 연구》 (일조각, 1976)
- 이 문서에는 서울연구원에서 공공누리 제1유형으로 배포된 자료를 바탕으로 한 내용이 포함되어 있습니다.

## 같이 보기
- 광복회